# Polynema perforator
Polynema perforator is een vliesvleugelig insect uit de familie Mymaridae. De wetenschappelijke naam is voor het eerst geldig gepubliceerd in 1910 door Perkins.